# La Rochette-du-Buis
Pour les articles homonymes, voir La Rochette et Buis (homonymie).
La Rochette-du-Buis est une commune française située dans le département de la Drôme, en région Auvergne-Rhône-Alpes.

## Géographie

### Localisation
La Rochette-du-Buis est située à 20 km à l'est de Buis-les-Baronnies.

### Relief et géologie
Sites particuliers :
- Combe de Colomb
- Combe Martine
- Montagne de la Loube (1 302 mètres)
- Montagne de Lirette (917 mètres)
- Montagne des Payets (1 125 mètres)
- Montagne des Tunes (1 263 mètres)
- Rocher du Maupas.
- Serre des Moles (866 mètres)

#### Géologie
Le village s'est implanté sur un rocher anciennement détaché par un tremblement de terre.

### Hydrographie
La commune est arrosée par les cours d'eau suivants :
- le Charuis (affluent de l'Ouvèze)
- Ravin de Combe Bellonne
- Ruisseau de Bourroulet
- Ruisseau de Chiralier
- Ruisseau de Jean
- Ruisseau du Chapelet

### Climat
Pour des articles plus généraux, voir Climat d'Auvergne-Rhône-Alpes et Climat de la Drôme.
En 2010, le climat de la commune est de type climat méditerranéen altéré, selon une étude du Centre national de la recherche scientifique s'appuyant sur une série de données couvrant la période 1971-2000. En 2020, Météo-France publie une typologie des climats de la France métropolitaine dans laquelle la commune est exposée à un climat de montagne ou de marges de montagne et est dans la région climatique  Alpes du sud, caractérisée par une pluviométrie annuelle de 850 à 1 000 mm, minimale en été. 
Pour la période 1971-2000, la température annuelle moyenne est de 10,3 °C, avec une amplitude thermique annuelle de 16,4 °C. Le cumul annuel moyen de précipitations est de 936 mm, avec 7,3 jours de précipitations en janvier et 4,6 jours en juillet. Pour la période 1991-2020, la température moyenne annuelle observée sur la station météorologique de Météo-France la plus proche, « St-Auban », sur la commune de Saint-Auban-sur-l'Ouvèze à 2 km à vol d'oiseau, est de 11,6 °C et le cumul annuel moyen de précipitations est de 790,0 mm,. Pour l'avenir, les paramètres climatiques de la commune estimés pour 2050 selon différents scénarios d'émission de gaz à effet de serre sont consultables sur un site dédié publié par Météo-France en novembre 2022.

## Urbanisme

### Typologie
Au 1er janvier 2024, La Rochette-du-Buis est catégorisée commune rurale à habitat très dispersé, selon la nouvelle grille communale de densité à 7 niveaux définie par l'Insee en 2022.
Elle est située hors unité urbaine et hors attraction des villes,.

### Occupation des sols
L'occupation des sols de la commune, telle qu'elle ressort de la base de données européenne d’occupation biophysique des sols Corine Land Cover (CLC), est marquée par l'importance des forêts et milieux semi-naturels (69 % en 2018), en augmentation par rapport à 1990 (67,9 %). La répartition détaillée en 2018 est la suivante : forêts (48,2 %), zones agricoles hétérogènes (31 %), milieux à végétation arbustive et/ou herbacée (19 %), espaces ouverts, sans ou avec peu de végétation (1,9 %). L'évolution de l’occupation des sols de la commune et de ses infrastructures peut être observée sur les différentes représentations cartographiques du territoire : la carte de Cassini (XVIIIe siècle), la carte d'état-major (1820-1866) et les cartes ou photos aériennes de l'IGN pour la période actuelle (1950 à aujourd'hui).

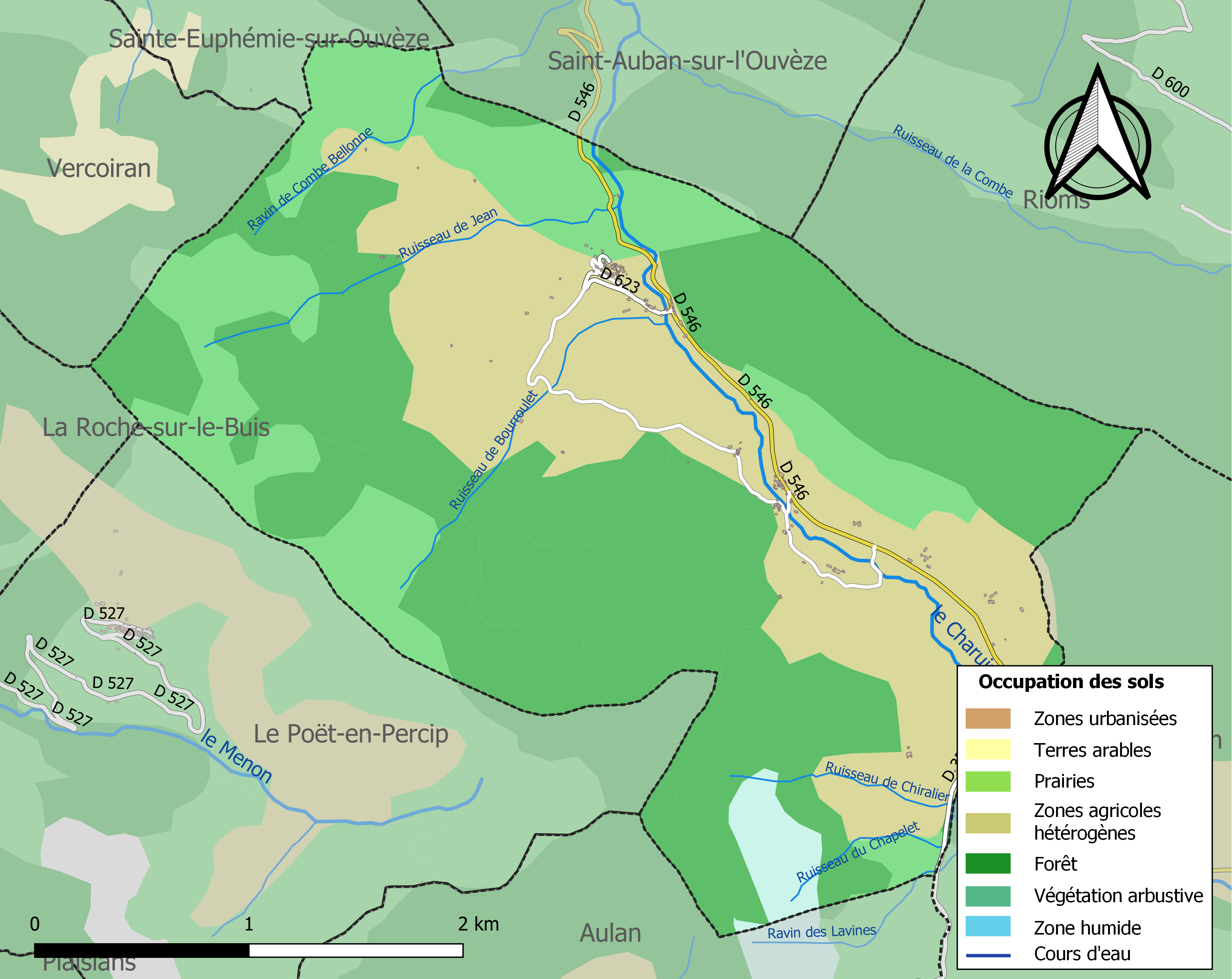
Carte des infrastructures et de l'occupation des sols de la commune en 2018 (CLC).

### Morphologie urbaine
Village perché.

#### Quartiers, hameaux et lieux-dits

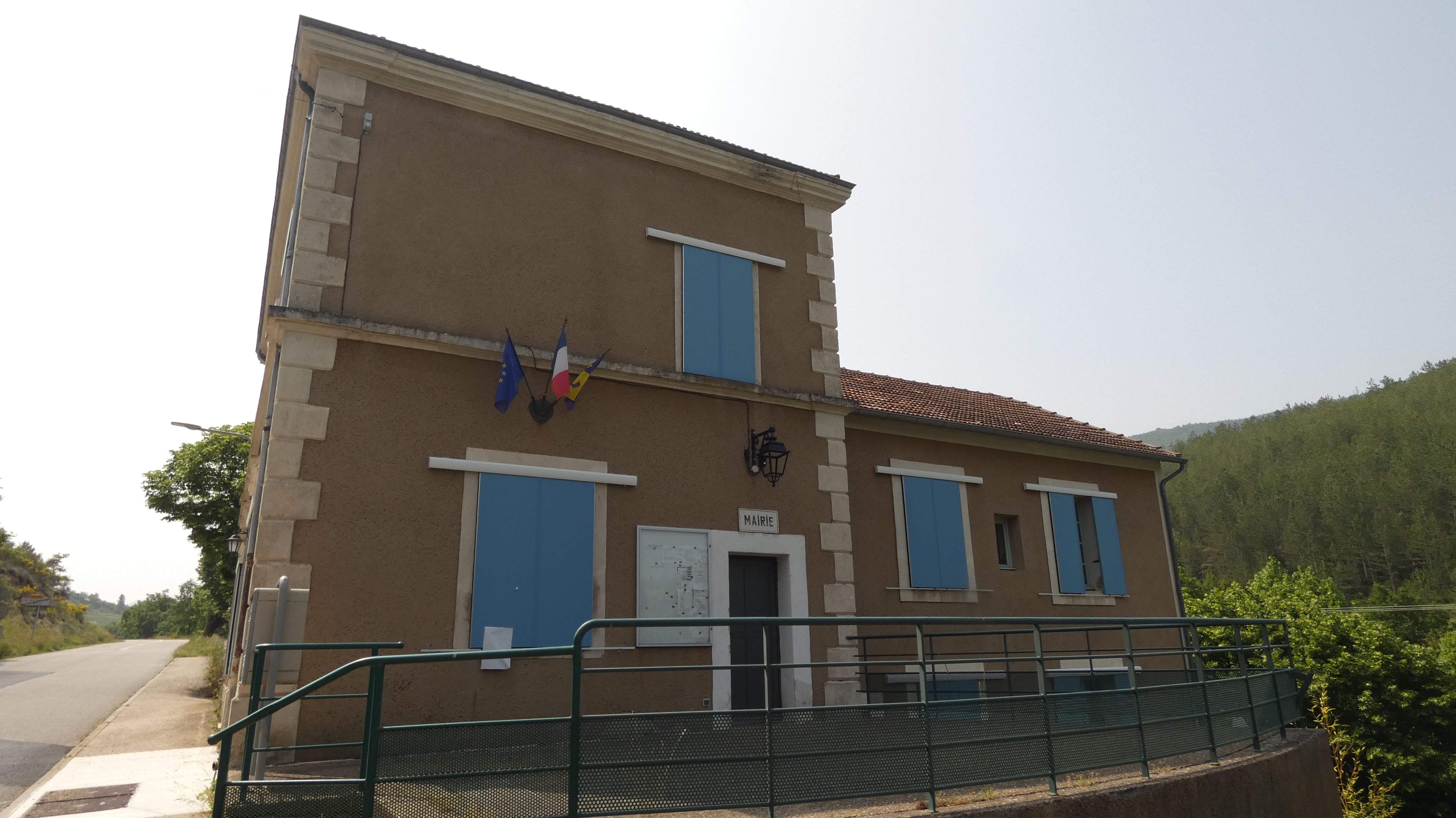
Mairie de La Rochette-du-Buis.

Site Géoportail (carte IGN) :
- Baritel
- Baumettes
- Brame-Faim
- Cheneviers
- Chomatton
- Cocu
- Collet
- Costeras
- Costiasse
- Esclot
- Esclot de l'Estelier
- Fabreyge
- Forêt Domaniale de Chamouse
- Giraude
- Lahonas
- la Côte
- l'Astouraye
- la Viras
- le Devès
- le Jonchier
- le Pont
- les Brachiers
- les Dols
- les Granges
- le Vallon
- Lone
- l'Ubac de Chomel
- Petite Montagne
- Pierre Poussier
- Pissarelle
- Quincent
- Sainte-Anne
- Saint-Jean
- Serre Dindons
- Sorgue
- Vallon du Fort
- Vercoiranne
- Ynardons

### Voies de communication et transports
La commune est desservie par les routes départementales D 359 et 546.

## Toponymie

### Attestations
Dictionnaire topographique du département de la Drôme :
- 1293 : Ruppecula (Inventaire des dauphins, 222).
- 1293 : castrum de Rocheta (Valbonnais, I, 35).
- 1300 : Rupeta (Inventaire des dauphins, 247).
- 1317 : Rocheta subtus Medullionem (Valbonnais, II, 165).
- 1332 : Rupecula Medulionis (Inventaire des dauphins, 220).
- 1390 : Rupeta subtus Medulionem (doc. inéd., 376).
- 1442 : castrum Rochete (Inventaire des dauphins, 274).
- 1516 : mention de la paroisse : cura de Rocheta supra Sanctum Albanum (pouillé de Gap).
- 1620 : territorium Ruppete (terrier de Mévouillon).
- 1788 : La Rochette sur Saint-Auban (archives de la Drôme, E 2078).
- 1891 : La Rochette, commune du canton de Buis-les-Baronnies.

(non daté)[réf. nécessaire] : La Rochette-du-Buis.

### Étymologie

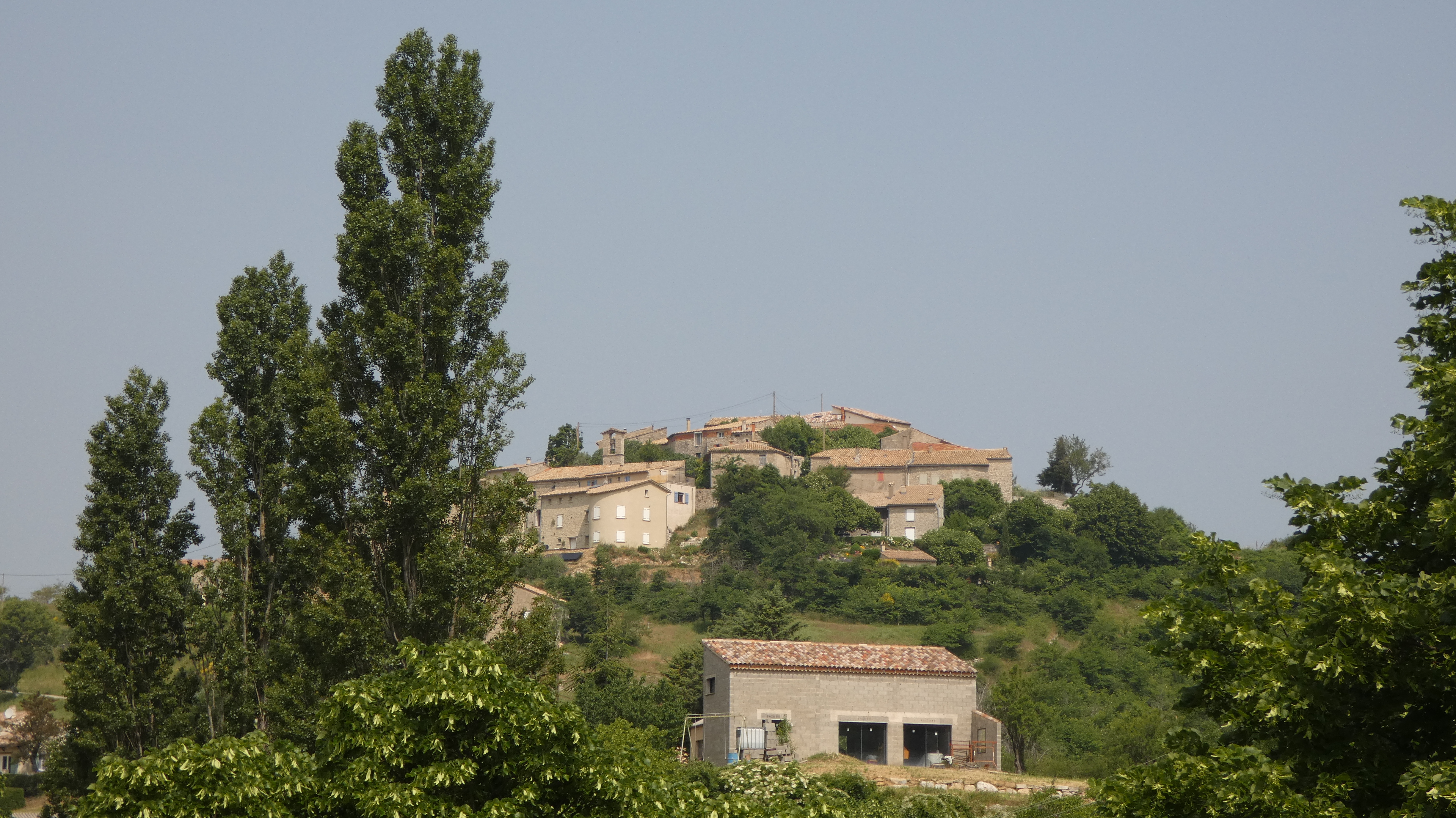
Village vu depuis la route des Hautes Baronnies.

Le toponyme provient probablement de la roche sur laquelle le village s'est établi. Elle domine l'entrée du val de Gresse et offrait aux Mévouillon une position stratégique. Ils y construisirent un fort autour duquel s'implanta le village.

## Histoire

### Du Moyen Âge à la Révolution
La seigneurie :
- Au point de vue féodal, la Rochette était une terre (ou seigneurie) de la baronnie de Montauban.
- Elle passe aux dauphins.
- 1324 : les Baux d'Avellino font hommage aux dauphins.
- 1329 : un quart de la terre appartient aux Agoult.
- 1332 : les Baux vendent les trois quarts restant aux dauphins.
- 1336 : les Félines possèdent la moitié de la terre.
- 1345 : les Morges possèdent l'autre moitié.
- 1351 : la part des Félines passe aux Cornilhan.
- La part des Cornilhan passe aux Morges, désormais seigneurs de toute la terre.
- 1362 : les Morges donnent un quart de la terre aux Theys et un quart aux Egluy.
- 1373 : les Morges donnent le reste aux Rosans.
- 1380 : les Morges reprennent possession des parts des Rosans et des Theys.
- 1409 : les Morges revendent ces parts aux Gillin.
- 1424 : la part des Gillin passe (par héritage) aux Bardonenche.
- 1429 : la part des Bardonenche passe aux L'Espine.
- (non daté) : la part des Egluy passe aux Artaud.
- 1540 : la part des Artaud passe aux L'Espine, désormais seigneurs de toute la terre.
- 1718 : la terre est vendue aux (du) Roux de Montauban.
- Fin XVIIIe siècle : elle passe aux Suarez d'Aulan, derniers seigneurs.

Avant 1790, la Rochette était une communauté de l'élection de Montélimar, de la subdélégation et du bailliage du Buis.

Elle formait une paroisse du diocèse de Gap dont les dîmes appartenaient au prieur de Mévouillon qui présentait à la cure.

### De la Révolution à nos jours
En 1790, la communauté de la Rochette forme, conjointement avec celle du Poët-en-Percip, une commune du canton de Montbrun. La réorganisation de l'an VIII (1799-1800) en fait une commune distincte du canton de Buis-les-Baronnies.
Pendant la deuxième guerre mondiale, le lieutenant des FFI, Bruno Razzoli, dit Raymond, était le chef de la 1re section du Maquis d'Izon.

Le Maquis Ventoux, originellement de Sault (84), s'était replié à Izon la Bruisse (26) en novembre 1943.

Razzoli était né le 25 mars 1909 à Lamporeccio (Toscane) en Italie. Avant guerre, il avait été militant syndicaliste, responsable de la fédération CGT-Chimie des Bouches-du-Rhône et responsable actif du PCF. Il avait participé aux Brigades Internationales en Espagne.

Le 22 février 1944, quand une section de la division allemande Brandenburg envahit le Maquis d'Izon, il est à Séderon. En voulant aller donner l'alerte, il est intercepté par une patrouille allemande à Villefranche-le-Château. Emmené à Orange, il y est torturé jusqu'au 28 février puis il est amené à La Rochette-du-Buis, puis à Izon-la-Bruisse. Là, ses tortionnaires l'abattent d’une rafale de mitraillette à la bergerie La Geneste, sur le chemin conduisant à la ferme de La Forestière. Il est enterré avec les 34 autres victimes du maquis d'Izon (dans l'actuel Mémorial National). Il est exhumé à l'automne 1945 pour être inhumé à Salon-de-Provence. À Marseille il y a une « Traverse Bruno Razzoli » dans le 16e arrondissement.

## Politique et administration

### Liste des maires
| Période                                                                      | Période                     | Identité                                | Étiquette | Qualité       |
| ---------------------------------------------------------------------------- | --------------------------- | --------------------------------------- | --------- | ------------- |
| Les données manquantes sont à compléter. : de la Révolution au Second Empire |                             |                                         |           |               |
| 1790                                                                         | 1871                        | ?                                       |           |               |
| Les données manquantes sont à compléter. : depuis la fin du Second Empire    |                             |                                         |           |               |
| 1871                                                                         | 1874                        | ?                                       |           |               |
| 1874                                                                         | 1878                        | ?                                       |           |               |
| 1878                                                                         | 1884                        | ?                                       |           |               |
| 1884                                                                         | 1888                        | ?                                       |           |               |
| 1888                                                                         | 1892                        | ?                                       |           |               |
| 1892                                                                         | 1896                        | ?                                       |           |               |
| 1896                                                                         | 1900                        | ?                                       |           |               |
| 1900                                                                         | 1904                        | ?                                       |           |               |
| 1904                                                                         | 1908                        | ?                                       |           |               |
| 1908                                                                         | 1912                        | ?                                       |           |               |
| 1912                                                                         | 1919                        | ?                                       |           |               |
| 1919                                                                         | 1925                        | ?                                       |           |               |
| 1925                                                                         | 1929                        | ?                                       |           |               |
| 1929                                                                         | 1935                        | ?                                       |           |               |
| 1935                                                                         | 1945                        | ?                                       |           |               |
| 1945                                                                         | 1947                        | ?                                       |           |               |
| 1947                                                                         | 1953                        | ?                                       |           |               |
| 1953                                                                         | 1959                        | ?                                       |           |               |
| 1959                                                                         | 1965                        | ?                                       |           |               |
| 1965                                                                         | 1971                        | ?                                       |           |               |
| 1971                                                                         | 1977                        | ?                                       |           |               |
| 1977                                                                         | 1983                        | Louis Samuel                            | PCF       |               |
| 1983                                                                         | 1989                        | ?                                       |           |               |
| 1989                                                                         | 1995                        | ?                                       |           |               |
| 1995                                                                         | 2001                        | ?                                       |           |               |
| 2001                                                                         | 2008                        | ?                                       |           |               |
| 2003 (mai) (élection ?)                                                      | 2005                        | René Jouve                              | (SE)      | retraité      |
| 2005 (élection ?)                                                            | 2008                        | Alain Auberic                           |           |               |
| 2008                                                                         | 2014                        | Gérard Argaud                           | (SE)      | médecin       |
| 2014                                                                         | 2020                        | Jean-Marc Pelacuer                      | (SE)      | Maire sortant |
| 2020                                                                         | En cours (au 13 avril 2022) | Jean-Marc Pelacuer[source insuffisante] | (SE)      |               |

### Rattachements administratifs et électoraux
Jusqu'en mars 2015, la commune faisait partie du canton de Buis-les-Baronnies. À la suite du redécoupage des cantons du département, elle est rattachée au canton de Nyons et Baronnies.

## Population et société

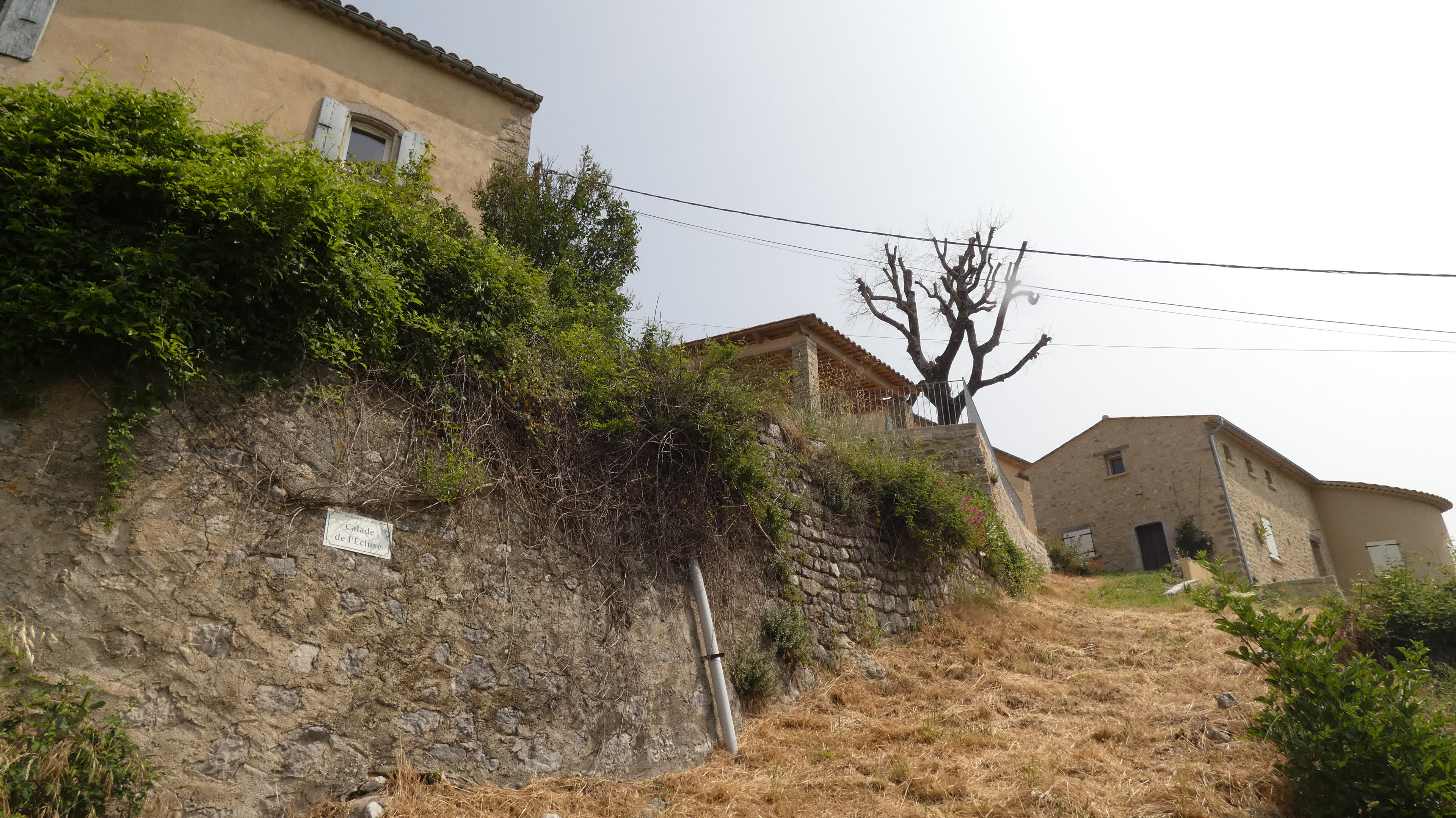
Rue non goudronnée.

### Démographie
L'évolution du nombre d'habitants est connue à travers les recensements de la population effectués dans la commune depuis 1793. Pour les communes de moins de 10 000 habitants, une enquête de recensement portant sur toute la population est réalisée tous les cinq ans, les populations de référence des années intermédiaires étant quant à elles estimées par interpolation ou extrapolation. Pour la commune, le premier recensement exhaustif entrant dans le cadre du nouveau dispositif a été réalisé en 2004.

En 2022, la commune comptait 54 habitants, en évolution de −30,77 % par rapport à 2016 (Drôme : +2,64 %, France hors Mayotte : +2,11 %).
| 1793 | 1800 | 1806 | 1821 | 1831 | 1836 | 1841 | 1846 | 1851 |
| ---- | ---- | ---- | ---- | ---- | ---- | ---- | ---- | ---- |
| 258  | 248  | 240  | 242  | 286  | 275  | 288  | 311  | 287  |

| 1856 | 1861 | 1866 | 1872 | 1876 | 1881 | 1886 | 1891 | 1896 |
| ---- | ---- | ---- | ---- | ---- | ---- | ---- | ---- | ---- |
| 304  | 293  | 299  | 311  | 283  | 297  | 277  | 282  | 296  |

| 1901 | 1906 | 1911 | 1921 | 1926 | 1931 | 1936 | 1946 | 1954 |
| ---- | ---- | ---- | ---- | ---- | ---- | ---- | ---- | ---- |
| 276  | 260  | 239  | 170  | 160  | 146  | 129  | 123  | 123  |

| 1962 | 1968 | 1975 | 1982 | 1990 | 1999 | 2004 | 2006 | 2009 |
| ---- | ---- | ---- | ---- | ---- | ---- | ---- | ---- | ---- |
| 107  | 105  | 63   | 61   | 59   | 65   | 66   | 67   | 68   |

| 2014 | 2019 | 2022 | - | - | - | - | - | - |
| ---- | ---- | ---- | - | - | - | - | - | - |
| 74   | 60   | 54   | - | - | - | - | - | - |

### Enseignement
L'école primaire la plus proche se trouve à Saint-Auban-sur-l'Ouvèze, le collège le plus proche à Buis-les-Baronnies, le lycée le plus proche à Nyons. La commune relève de l’académie de Grenoble.

### Manifestations culturelles et festivités
- Fête : le dimanche suivant le 15 août[2].

### Loisirs
- Randonnées : GR 91, GRP Tour des Baronnies Provençales[1].

## Économie

### Agriculture
En 1992 : lavandin (essence), arbres fruitiers.

## Culture locale et patrimoine

### Lieux et monuments

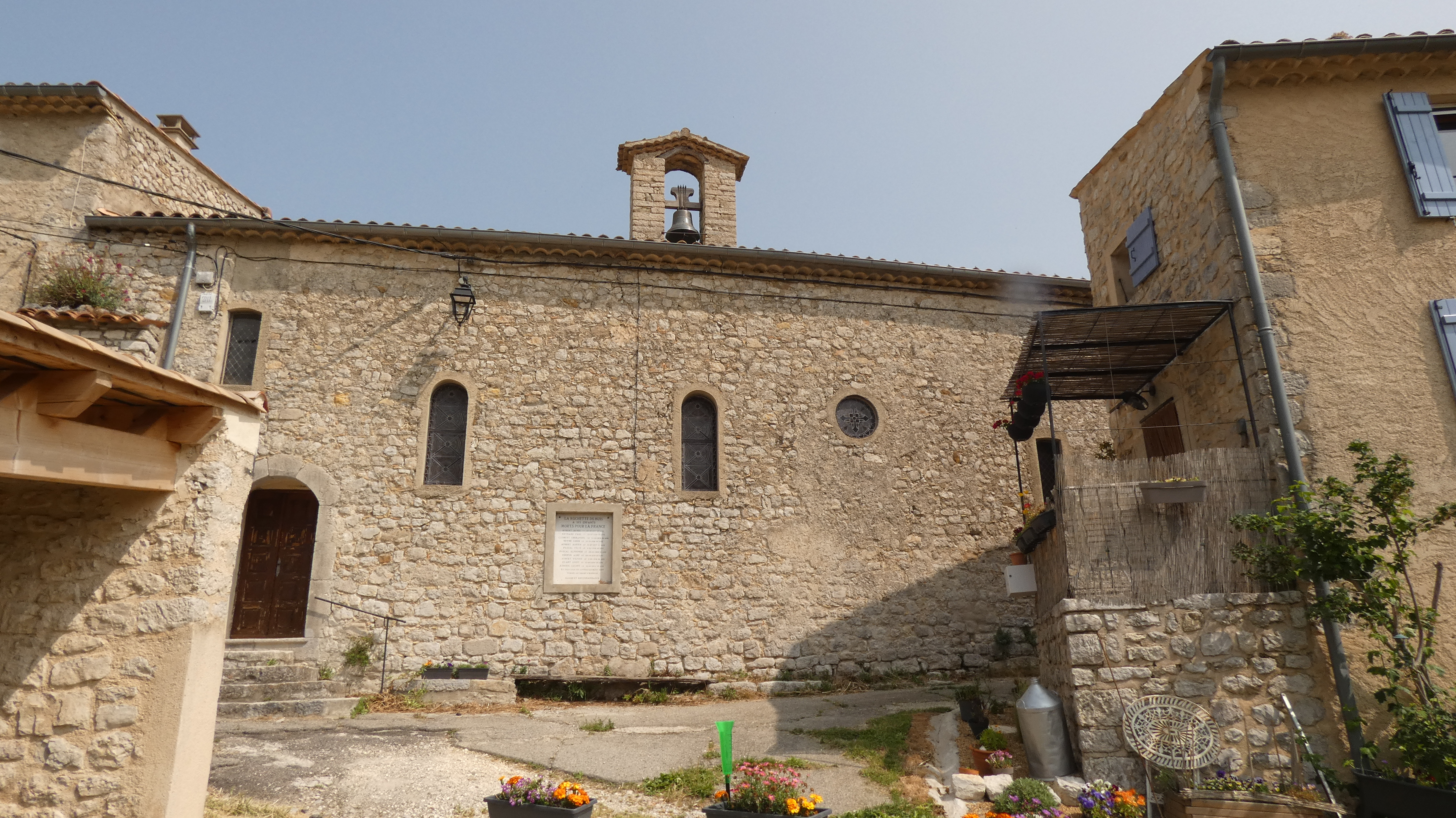
L'église Sainte Anne.

- Vieux village perché : rues étroites et voûtées[2].
- Église (XVIIe siècle)[2] : église paroissiale Sainte-Anne (dans le village)[24].
- Croix monolithique (entrée du village)[24].
- Statue de sainte Anne[24].
- Statue de la Vierge surplombant les gorges[24].

### Patrimoine naturel

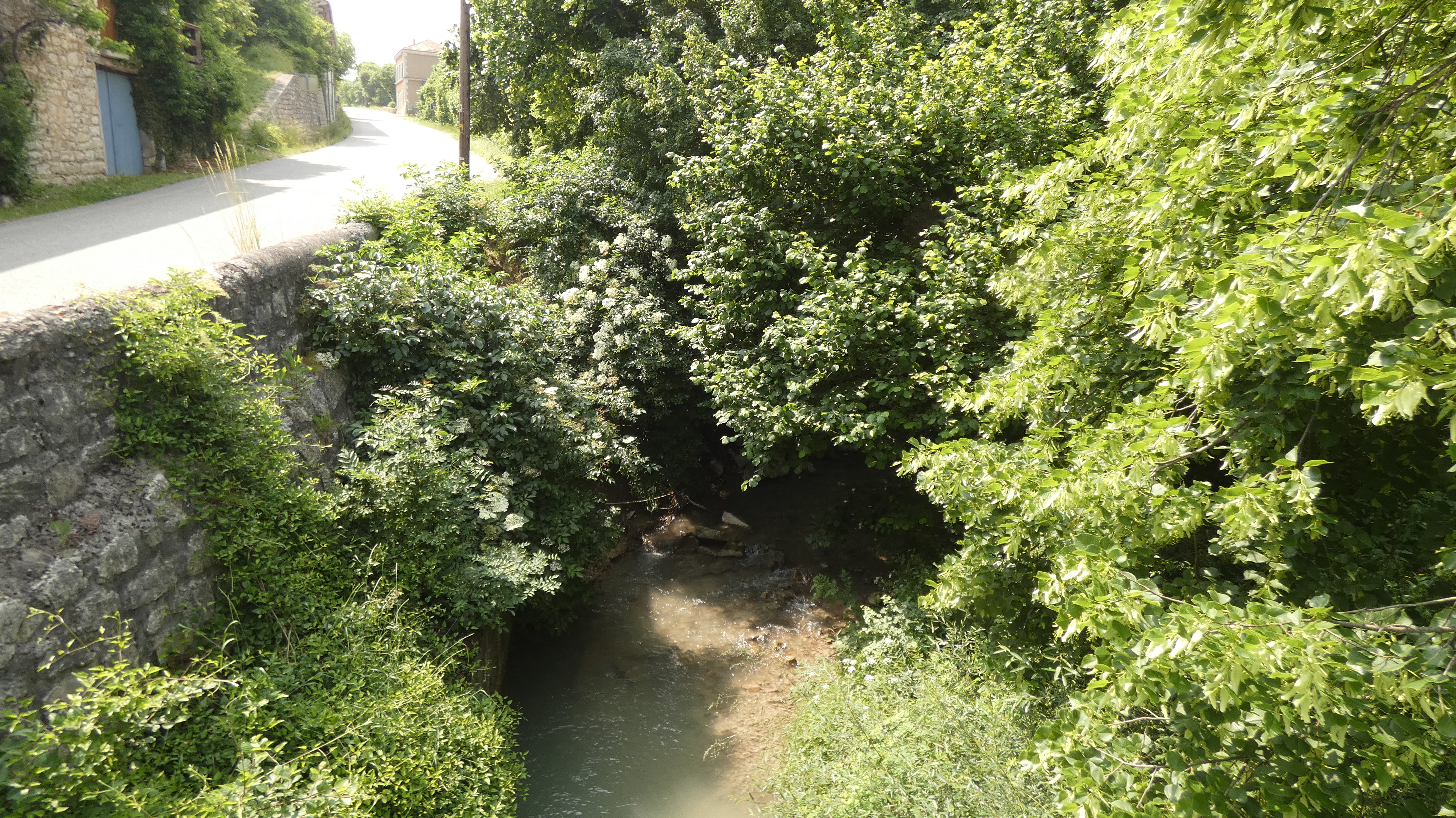
Le Charuis à l'entrée du village.

- Gorges de Charruis[2].
- Grottes[2].

### Héraldique, logotype et devise
|  | La Rochette-du-Buis possède des armoiries dont l'origine et le blasonnement exact ne sont pas disponibles. |